# Pedro Antonio Sánchez
Pedro Antonio Sánchez López (Puerto Lumbreras, 30 de janeiro de 1976) é um político espanhol, presidente da Comunidade Autônoma da Região de Múrcia, de 2015 a 2017.

## Biografia
Nascido em Puerto Lumbreras em 30 de janeiro de 1976, é neto de emigrantes e filho de comerciantes.
Formado em Ciências Políticas e Sociologia pela Universidade de Granada, durante seus estudos fundou a Associação de Estudantes Murcianos naquela cidade.

### Trajetória política
Depois de ingressar nas Novas Gerações do Partido Popular, ocupou vários cargos no Governo da Região de Murcia e no Ayuntamiento de Puerto Lumbreras, bem como no Partido Popular da Região de Múrcia. Foi Diretor Geral da Juventude do Partido (1999-2003), Prefeito de Puerto Lumbreras (2003-2013), Secretário Regional de Educação, Universidades e Emprego (2013-2014) e Secretário Regional de Educação, Cultura e Universidades (2013-2015).
Nas eleições regionais de 2015, liderou a candidatura do Partido Popular à Assembleia Regional de Múrcia, ganhando as eleições e ficando a apenas um lugar de conseguir a maioria absoluta. Foi eleito Presidente da Região de Múrcia pela Assembleia Regional, iniciando um período que seria pontuado pelas contínuas acusações trazidas pelos grupos de oposição, e que terminaria com a demissão de Sánchez tanto de seu cargo no governo quanto, pouco tempo depois, do partido, pois considerava que se ele se mantivesse nos cargos, "a situação seria insustentável".
Após deixar a política, algumas das acusações feitas contra ele, incluindo a que levou à sua demissão, foram sucessivamente retiradas pelas autoridades judiciais.